# Pantry Panic
Pantry Panic és el tercer curtmetratge d'animació de la sèrie de Woody Woodpecker. Va ser produït per Walter Lantz Productions, i va ser distribuït per Universal Pictures. Es va estrenar als cinemes dels Estats Units el 24 de novembre de 1941. Actualment aquest curtmetratge es troba en Domini públic.
Aquest és l'últim curt de Woody Woodpecker doblat per Mel Blanc, ja que aquest va firmar un contracte d'exclusivitat amb la Warner Brothers.

## Argument
Woody Woodpecker no emigra cap al sud en arribar l'hivern, al contrari del que fan la resta de pardals. Açò el deixarà en una posició vulnerable davant un gat famolenc. Però Woody també està famolenc, i intentarà menjar-se el gat.